# Hainallee 1 (Weilburg)

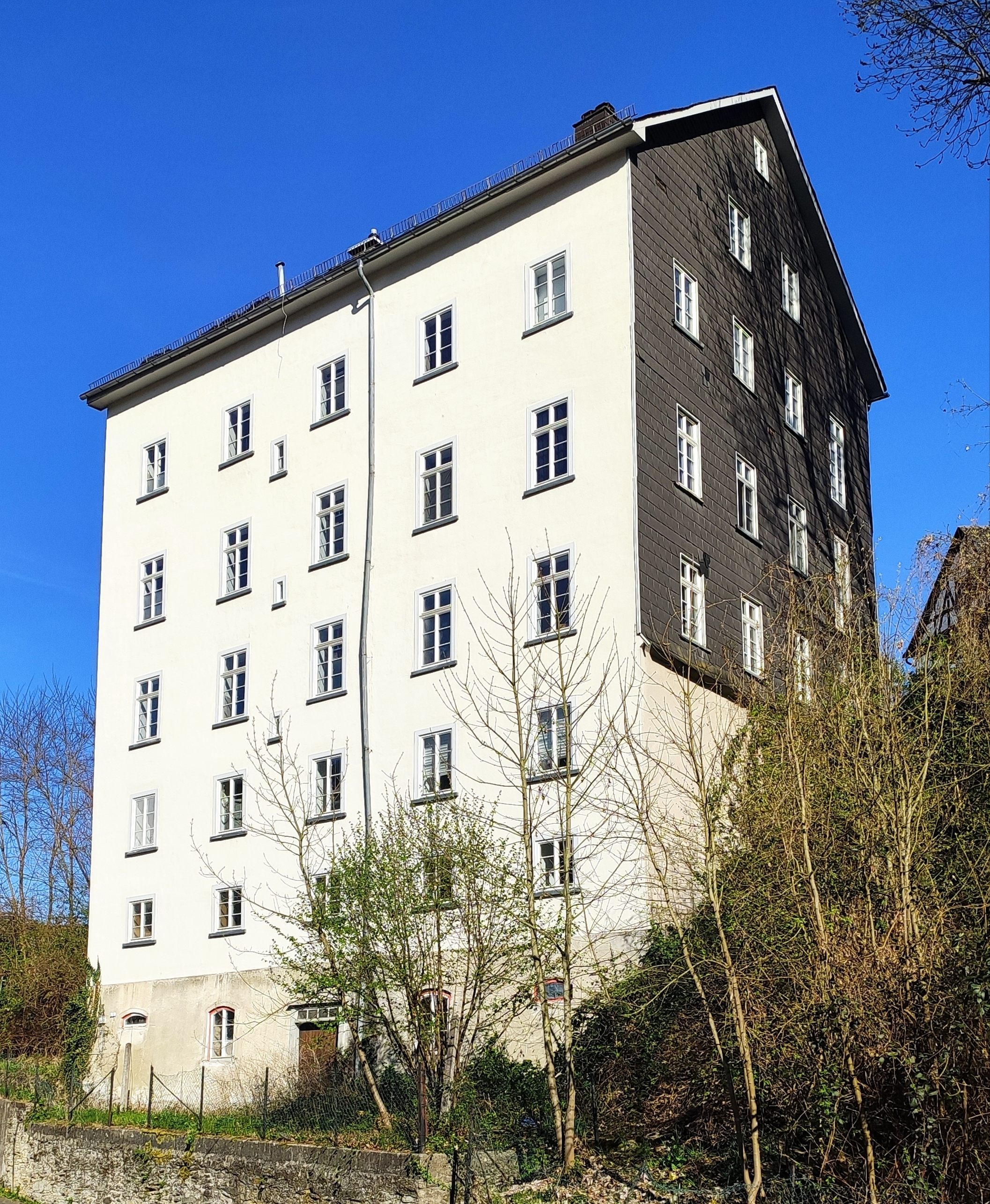
Hainallee 1 nach der Sanierung

Das Haus Hainallee 1 (auch Pisé-Haus, Haus Rath) in der mittelhessischen Stadt Weilburg gilt mit sechs Stockwerken als das höchste in Pisé-Bauweise erbaute Gebäude der Welt.
Errichtet wurde das 23,2 Meter hohe Gebäude von 1825 bis 1828 (nach anderen Angaben um 1835) durch Wilhelm Jacob Wimpf, der als Pionier der Pisé-Bauweise in Deutschland gilt. Es sollte als Wohnhaus für seine Kinder dienen.
Das Haus steht am steilen Hang über der Hainallee, zur oberhalb gelegenen Niedergasse hin sind nur drei der sechs Stockwerke sichtbar. Wimpf demonstrierte damit die Überlegenheit des Lehmstampfbaus in dieser für Weilburg typischen Lage. In den Folgejahren entstanden in Weilburg zahlreiche weitere Wohnhäuser in dieser Bauweise.
Im Januar 2016 wurde bekannt, dass die Stadt Weilburg das Gebäude erworben hat, um es im Rahmen der Altstadtinitiative zu sanieren und wieder als Wohnhaus nutzbar zu machen. Dieses Vorhaben wird finanziell unter anderem vom Land Hessen unterstützt.
Das Gebäude Hainallee 1 ist als Kulturdenkmal Bestandteil der Gesamtanlage Altstadt.